# モンキー・ラッシュ
『モンキー・ラッシュ』（原題：Marco Macaco、英題：Primates of the Caribbean）は、2012年10月11日にデンマークで公開されたナイス・忍者・プロダクション製作のデンマークのアニメ映画。監督はヤン・ラーベク、脚本はトーマス・ボルク・ニールセンが務めた。

## キャスト
- マルコ - ピーター・フローディン（高木渉）
- ルル - ミレ・レーフェルト（吉田麻美）
- カルロ - ルーン・トルスガード（内田直哉）
- 大統領 - イエス・インガースレフ（河本邦弘）
- 船長 - トミー・ケンター（園岡新太郎）